# Францони, Дэвид
Дэвид Харольд Францони (англ. David Harold Franzoni; род. 4 марта 1947 года) — американский сценарист. Его самые известные фильмы это «Джек-попрыгун», «Амистад», «Гладиатор» и «Король Артур».

## «Гладиатор»
Идея создания «визитной карточки Ридли Скотта» родилась у Францони после прочтения романа «Идущие на смерть», написанного в 1958 году. Размышлять над будущим сценарием он начал в Риме в 1995 году во время написания для другого режиссёра – Стивена Спилберга – «Амистада».
Чистовик менялся много раз, вплоть до съёмочного процесса. Ридли Скотт, который выступил режиссёром, сказал, что никогда не был так уверен в успехе своего будущего проекта ещё со времени создания фильма «Чужой», несмотря на то, что «...При написании сценария мы постоянно отставали от графиков».

## Фильмография
| Год  |   | Русское название | Оригинальное название | Роль                |
| ---- | - | ---------------- | --------------------- | ------------------- |
| 1986 | ф | Джек-попрыгун    | Jumpin' Jack Flash    | сценарист           |
| 1997 | ф | Амистад          | Amistad               | сценарист           |
| 2000 | ф | Гладиатор        | Gladiator             | сценарист, продюсер |
| 2004 | ф | Король Артур     | King Arthur           | сценарист           |